# Lucjan Dąbrowski
Lucjan Dąbrowski (ur. 1890 w Łodzi, zm. 29 grudnia 1924 w Warszawie) – polski dziennikarz, publicysta, urzędnik państwowy, współzałożyciel i pierwszy prezes Syndykatu Dziennikarzy Łódzkich, redaktor naczelny „Kuriera Łódzkiego” i „Dziennika Wileńskiego”.

## Życiorys
Dąbrowski był handlowcem. Od 1917 pracował w Zarządzie Miejskim w Łodzi, m.in. jako kierownik Wydziału Dobroczynności Publicznej. Był jednym z czołowych działaczy Towarzystwa Gimnastycznego „Sokół” w Łodzi.
Od 1 sierpnia do 13 grudnia 1919 był redaktorem naczelnym „Straży Polskiej”. Następnie w 1920 działał w Sekcji Propagandy II Oddziału Dowództwa Okręgu Generalnego Łódzkiego pod redakcją Konrada Fiedlera, był redaktorem jednodniówki „Ochotnik”, promującej zaciąg do wojska. W tym samym roku działał w komitecie organizacyjnym Syndykatu Dziennikarzy Łódzkich, będąc jego przewodniczącym. 14 kwietnia 1921 został wybrany pierwszym prezesem organizacji.
Od 15 lutego 1921 pełnił funkcję redaktora naczelnego „Kuriera Łódzkiego”. Następnie wyjechał do Wilna, zostając redaktorem naczelnym „Dziennika Wileńskiego” oraz współorganizatorem „Expressu Wileńskiego”. W latach 1921–1924 był kierownikiem Inspektoratu Bankowego w Ministerstwie Skarbu w Warszawie. Był również redaktorem, wydawanego w latach-1922–1924 przez Adama Siedleckiego-Kowalczewskiego, „Tygodnika Łódzkiego”.

### Życie prywatne
Był synem Henryka Dąbrowskiego i Władysławy z domu Ziemniewicz. Jego żoną była Wanda Romana z domu Janiszewska. Przyjaźnił się z Leopoldem Skulskim.
28 grudnia 1924 o godz. 4:20, po powrocie do domu ze spotkania świątecznego, oddał strzał samobójczy rewolwerem w klatkę piersiową w swoim mieszkaniu przy ul. Świętokrzyskiej 35 w Warszawie. Został przewieziony do warszawskiego szpitala św. Rocha, gdzie zmarł po dwunastu godzinach. Prawdopodobnie pochowany jest w części rzymskokatolickiej Starego Cmentarza w Łodzi. Na jego pogrzebie przemowę wygłosił ówczesny prezes Syndykatu Dziennikarzy Łódzkich – Czesław Gumkowski.